# Katoki Hajime
Katoki Hajime (カトキハジメ (Giác Mộc Triệu) sinh 1963) là một nhà thiết kế máy móc, cơ giới người Nhật. Ông sinh ngày 3 tháng 12 năm 1963 tại tỉnh Saitama, Nhật Bản.